# ليندا هانت
ليندا هانت (بالإنجليزية: Linda Hunt)‏ مواليد 2 أبريل 1945 في نيو جيرسي، الولايات المتحدة، هي ممثلة أمريكية بدأت مسيرتها الفنية عام 1976. كما أنها من الفائزات بجوائز الأوسكار.

## الأعمال

### أفلام
- كثيب
- بوكاهونتاس
- غود أوف وور
- غود أوف وور 2
- غود أوف ور : شاينس أوف أولمبيوس
- غود أوف وور 3
- غاد أوف وار: جاست أوف سبارتا
- غود أوف وور: أسنشن

## روابط خارجية
- ليندا هانت على موقع IMDb (الإنجليزية)
- ليندا هانت على موقع الموسوعة البريطانية (الإنجليزية)
- ليندا هانت على موقع روتن توميتوز (الإنجليزية)
- ليندا هانت على موقع ألو سيني (الفرنسية)
- ليندا هانت على موقع تيرنر كلاسيك موفيز (الإنجليزية)
- ليندا هانت على موقع أول موفي (الإنجليزية)
- ليندا هانت على موقع قاعدة بيانات برودواي على الإنترنت (الإنجليزية)
- ليندا هانت على موقع قاعدة بيانات الأفلام السويدية (السويدية)
- ليندا هانت على موقع إن إن دي بي (الإنجليزية)
- ليندا هانت على موقع ديسكوغز (الإنجليزية)